# Bondeval
Bondeval ist eine französische Gemeinde mit 481 Einwohnern (Stand: 1. Januar 2022) im Département Doubs in der Region Bourgogne-Franche-Comté.

## Geographie
Bondeval liegt auf 455 m Höhe, etwa acht Kilometer südsüdöstlich der Stadt Montbéliard (Luftlinie). Das Dorf erstreckt sich südlich des Beckens von Montbéliard, an aussichtsreicher Lage auf dem Plateau von Bondeval östlich des Doubstals, in den nördlichen Ausläufern des Juras.
Die Fläche des 4,68 km² großen Gemeindegebiets umfasst einen Abschnitt des nördlichen französischen Juras. Der nördliche Teil des Gebietes wird von der Hochfläche von Bondeval eingenommen, die durchschnittlich auf einer Höhe von 450 m liegt und eine Breite von ungefähr einem Kilometer aufweist. Sie ist leicht nach Norden geneigt. Begrenzt wird die Hochfläche im Westen durch das Doubstal, im Osten durch den Einschnitt eines Trockentals. Nach Süden steigt das Gelände allmählich zur Hochfläche von Blamont an, die zum Tafeljura gehört. Das Hochplateau ist teils mit Acker- und Wiesland, teils mit Wald bestanden. Mit 560 m wird auf der Höhe von Grand Planchet die höchste Erhebung von Bondeval erreicht.
Nachbargemeinden von Bondeval sind Seloncourt im Norden, Thulay im Osten, Roches-lès-Blamont und Écurcey im Süden sowie Mandeure und Valentigney im Westen.

## Geschichte
Erstmals urkundlich erwähnt wird Bondeval im Jahr 1196 in einer Bulle des Papstes Coelestin III. unter dem Namen Bollonval. Seit dem Mittelalter gehörte das Dorf zur Herrschaft Blamont, die unter der Oberhoheit der Grafen von Montbéliard stand. Im Jahr 1282 ging die Herrschaft Blamont von Montbéliard in den Besitz der Herren von Neuchâtel über. Nachdem Bondeval 1506 wieder unter die Oberhoheit der Grafen von Montbéliard gekommen war, wurde 1541 die Reformation eingeführt. Als Teil der Herrschaft Blamont, die eine der vier Herrschaften des Fürstentums Württemberg-Mömpelgard (Montbéliard) bildete und 1699 von Frankreich annektiert wurde, gelangte Bondeval 1748 vertraglich endgültig an Frankreich. Heute gehört Bondeval zum Gemeindeverband Pays de Montbéliard Agglomération.

## Sehenswürdigkeiten

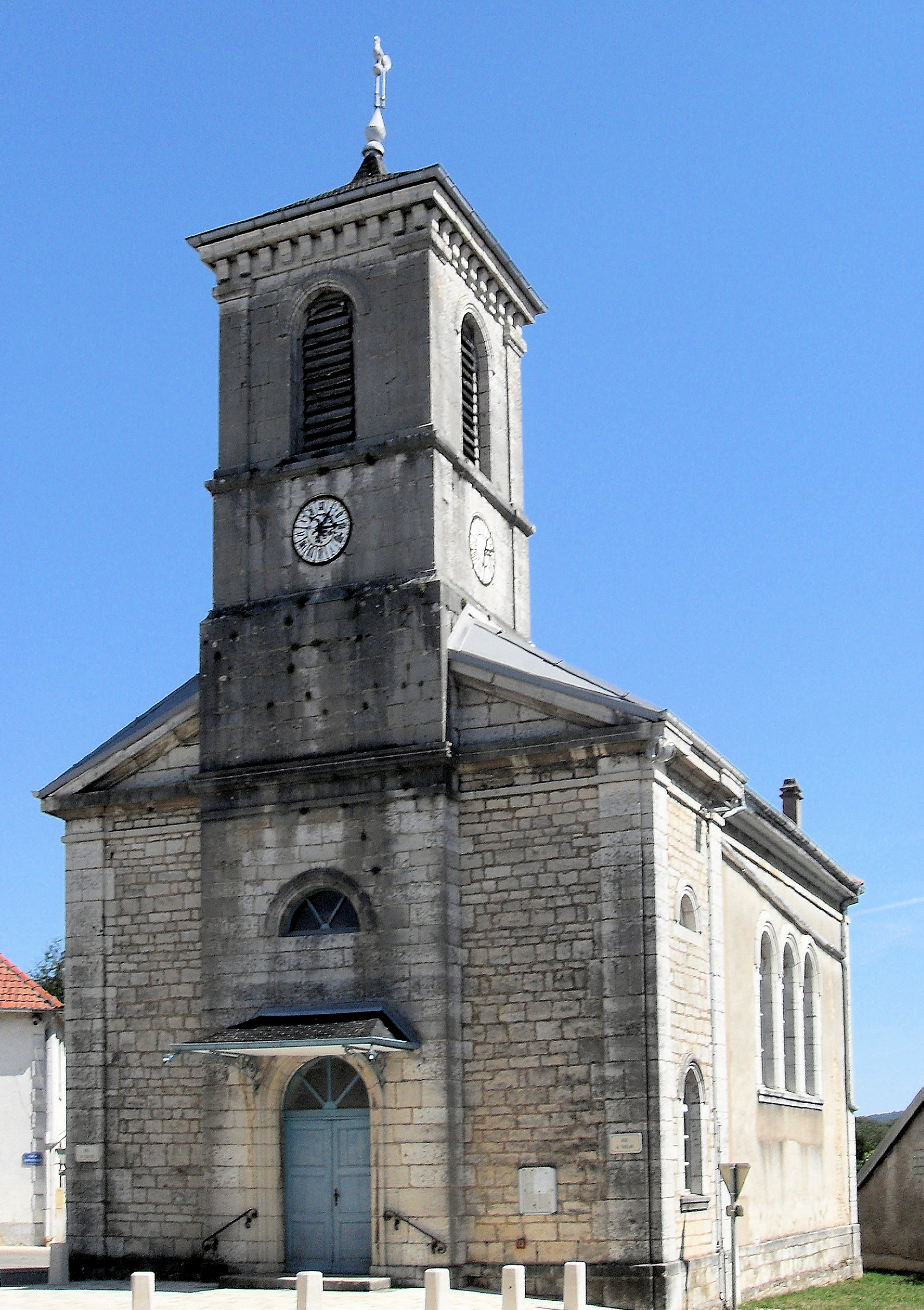
Lutherische Kirche

Die lutherische Kirche (Église luthérienne) von Bondeval wurde von 1835 bis 1836 neu erbaut. Von 1833 stammt das Gebäude der Mairie (Gemeinderathaus).

## Bevölkerung
| Jahr                       | 1962 | 1968 | 1975 | 1982 | 1990 | 1999 | 2016 |
| Einwohner                  | 329  | 332  | 351  | 400  | 411  | 440  | 473  |
| Quellen: Cassini und INSEE |      |      |      |      |      |      |      |

Mit 481 Einwohnern (Stand 1. Januar 2022) gehört Bondeval zu den kleinen Gemeinden des Départements Doubs. Nachdem die Einwohnerzahl in der ersten Hälfte des 20. Jahrhunderts stets im Bereich zwischen 300 und 375 Personen gelegen hatte, wurde seit Beginn der 1960er Jahre ein langsames aber kontinuierliches Bevölkerungswachstum verzeichnet.

## Wirtschaft und Infrastruktur
Bondeval war bis weit ins 20. Jahrhundert hinein ein vorwiegend durch die Landwirtschaft (Ackerbau, Obstbau und Viehzucht) und die Forstwirtschaft geprägtes Dorf. Daneben gibt es heute einige Betriebe des lokalen Kleingewerbes. Mittlerweile hat sich das Dorf jedoch vor allem zu einer Wohngemeinde gewandelt. Viele Erwerbstätige sind deshalb Wegpendler, die in der Agglomeration Montbéliard ihrer Arbeit nachgehen.
Die Ortschaft liegt abseits der größeren Durchgangsstraßen an einer Departementsstraße, die von Audincourt nach Blamont führt. Der nächste Anschluss an die Autobahn A36 befindet sich in einer Entfernung von ungefähr acht Kilometern. Eine weitere Straßenverbindung besteht mit Seloncourt.